# GRE英語文學測試
GRE英語文學測試，是美國教育考試服務中心（ETS）曾經主辦的標準化測試，為GRE專項考試之一，用作申請美國等英語國家的英文系研究生課程。2021年4月舉行最後一次測試，之後停辦。

## 測試形式
GRE英語文學測試只有紙筆考試。測試設有約230條五項選擇題，時間為2小時50分。

## 測試內容
測試涉及詩歌、戲劇、傳記、散文、短篇小說、小說、批評、文學理論和語言史。題目有的基於完整翻印的短篇作品，有的基於長篇作品的片段。問題內容大致分為以下四類：
- 文學分析  — 40–55%
- 識別 — 15–20%
- 文化與歷史背景 — 20–25%
- 文學批評的歷史與理論 — 10–15%

## 分數
測試將答對題數換算為200—990之間的分數（實際取值範圍較小），以10分為間距。不同版本的測試分數可以比較。

## 測試日期
GRE英語文學測試每年舉行三次，在9月、10月、4月各一個週六進行。